# Aggiosaurus
Aggiosaurus (лат.) — вымерший род крокодиломорфных пресмыкающихся из семейства метриоринхид отряда талаттозухий, ископаемые остатки которого были найдены в верхнеюрских отложениях (верхний оксфордский ярус) в Ницце, на юго-востоке Франции. Типовой и единственный вид, Aggiosaurus nicaeensis, был описан в 1913 году.

## История изучения
Aggiosaurus известен только по голотипу, представленному плохо сохранившейся верхней челюстью без каталожного номера, найденной Ambayrac в 1912 году; ныне находится в Музее естественной истории Ниццы. Он был найден в местонахождении Кап-д’Аджио-Ла-Турби в Ницце, Франция (верхний оксфордский ярус юрской системы). Изначально таксон был описан как динозавр-мегалозаврид Ambayrac в 1913 году. Позже Buffetaut в работе 1982 года показал, что челюсть принадлежала метриоринхиду, близкому к дакозавру (или даже являющимся его синонимом). 
Поскольку типовой экземпляр рода плохо сохранился, его иногда считают nomen dubium. Young и Andrade в 2009 году предположили, что Aggiosaurus является младшим синонимом рода Dakosaurus и может быть предварительно включён в его состав как отдельный вид. Заключение было сделано на основании необычно крупных зубов (при апико-базальном измерении[прояснить] их длина превышает 6 сантиметров), которые, как считалось на момент публикации, являлись уникальным признаком среди талаттозухий для видов Dakosaurus. 
Несмотря на то, что у Aggiosaurus действительно самые крупные зубы среди всех известных метриоринхид (до 12 см при апикально-базальном измерении[прояснить] длины), последующий филогенетический анализ показал, что крупные зубы присутствуют и у других членов подсемейства Geosaurinae, таких как Torvoneustes. Young с соавторами в работе 2012 года восстановили валидность рода Plesiosuchus (также обладал крупными зубами) и выявили парафилетичность дакозавра. Так как наличие необычно крупных зубов было рассмотрено как гомопластичный признак для геозаврин, Aggiosaurus не может считаться младшим синонимом ни дакозавра, ни Plesiosuchus.

## Этимология
Aggiosaurus был впервые описан и назван Ambayrac в 1913 году; типовой вид — Aggiosaurus nicaeensis. Родовое название происходит от названия типового местонахождения Кап-д’Аггио-Ла-Турби (Cap d'Aggio-La Turbie) и от др.-греч. σαῦρος, «ящерица». Видовое название дано в честь коммуны Ницца во Франции, где были найдены остатки.